# Wild Gift
Wild Gift – drugi album zespołu X, wydany w maju 1981 przez firmę Slash Records.
W 2003 album został sklasyfikowany na 334. miejscu listy 500 albumów wszech czasów magazynu Rolling Stone.

## Lista utworów
1. The Once Over Twice
2. We're Desperate
3. Adult Books
4. Universal Corner
5. I'm Coming Over
6. It's Who You Know
7. In This House That I Call Home
8. Some Other Time
9. White Girl
10. Beyond and Back
11. Back 2 the Base
12. When Our Love Passed Out on the Couch
13. Year 1
14. Beyond and Back (Live)
15. Blue Spark (Demo)
16. We're Desperate (Single version)
17. Back 2 the Base (Live)
18. Heater (Rehearsal)
19. White Girl (Single mix)
20. The Once Over Twice (Unissued single mix)

- (14-20) – bonusy dodane w czasie reedycji płyty w 2001 roku.

## Muzycy
- Exene Cervenka – wokal
- Billy Zoom – gitara
- John Doe – wokal, gitara basowa
- D.J. Bonebrake – perkusja